# Ерита
Ерита (микенски грчки: 𐀁𐀪𐀲, слоговна транскрипција e-ri-ta, изговор : []; fl. око 1180. п. н. е.) била је микенска свештеница. Била је поданица микенске државе Пилос, на југозападном Пелопонезу, са седиштем у култном месту Сфагијанес. Верује се да се Сфагијанес налазио у близини палате у Пилосу, а можда је био лоциран на месту данашње Волимидије.
Као свештеница, Ерита је заузимала висок положај у пилоском друштву. Била је истакнутија од две познате свештенице из Пилоса и уживала је економску независност и друштвени углед који су били неуобичајени за жене у пилоској држави. Имала је власт над неколико других људи, укључујући најмање четрнаест жена које су јој вероватно биле додељене од стране државе као слушкиње да помажу у расподели верских приноса.
У последњој години пре уништења палате у Пилосу (око 1180. п. н. е.), Ерита је била умешана у правни спор око статуса своје земље против локалне заједнице (damos), која је представљала остале земљопоседнике у Сфагијанесу. Иако тачна природа спора није јасна, чини се да је Ерита тврдила да је део њене земље држала у име свог божанства, те да је стога подлегала смањеним порезима или обавезама. Исход спора није познат.
Запис о Еритином спору око земље представља најдужу сачувану реченицу на микенском грчком језику и најстарији доказ о правном спору у Европи. Коришћен је као доказ за статус жена у микенском свету, као и за односе између палате, верских организација и грађанског друштва, те за правне системе и инфраструктуру који су постојали у пилоској држави.

## Положај у друштву
У време Еритиног живота, крајем бронзаног доба, микенске државе, попут Пилоса на југозападном Пелопонезу, биле су усредсређене на монументалне грађевине, у модерној науци познате као палате. Ове палате су биле центри економске и политичке администрације и представљале су институције које су мобилисале и редистрибуирале ресурсе унутар полиса. Најистакнутији појединац у том полису био је краљ, или wanax, који је имао политичку власт, истакнуту верску улогу и контролисао велике количине земље, радника и ресурса. Администратори унутар палатиног апарата водили су евиденцију о економским и другим активностима на глиненим плочицама, исписаним линеаром Б.
У записима на линеару Б, Ерита се повезује са местом Сфагијанес (микенски грчки: 𐀞𐀑𐀊𐀚, слоговна транскрипција pa-ki-ja-ne). Сфагијанес је познат преко плочица које су модерни научници категорисали у серије Eb, Ep, En и Eo, а које бележе земљишне поседе на том месту. Верује се да је то био верски центар у близини Пилоса, и да је можда делио локацију са великим гробљем у Волимидији, око 4 km североисточно од палате у Пилосу. Већина земљопоседника у Сфагијанесу, укључујући Ериту, описана је титулама повезаним са верским култом, посебно четрдесет шест људи означених као „слуге бога”. Место је било посвећено богињи Потнији, која је можда била богиња мајка и вероватно главна богиња пилоског пантеона.
Они који су именовани у пилоским плочицама, попут Ерите, чине око 2 процента процењене популације државе. Димитри Накасис тврди да они представљају „широку елитну групу” унутар ње. Ерита је једна од две жене именоване као носиоци верске дужности, поред друге по имену Карпатија. Обе су биле стациониране у Сфагијанесу; чини се да је Ерита била важнија од њих две. Гај Мидлтон је тврдио да је Ерита можда била члан аристократске или краљевске породице, али је исто тако могуће да је свој ауторитет дуговала верском систему који је имао мало директне везе са владајућим палатским системом. Верске организације у пилоској држави биле су укључене у економске активности, посебно у производњу бронзе, и имале су барем одређену економску независност од власти палате. Свештенице су заузимале моћне положаје у микенском друштву, а религија је једна од ретких сфера у којима су жене приказане као носиоци власти у микенској уметности. Добијале су економске и административне привилегије, и обављале су грађанске, као и верске функције, попут жртвовања животиња. Од свих жена наведених на пилоским плочицама линеара Б, Ерита и Карпатија су контролисале највећу количину материјалних добара. Барбара А. Олсен их је описала као најважније жене поменуте у записима како из Пилоса, тако и са локалитета Кносос на Криту. Свештенице су приказане као да имају контролу над земљом, мушкарцима, женама и материјалним добрима, укључујући текстил. Олсенова примећује да је верска сфера изузетак у иначе мушки доминираном пилоском друштву, пишући да „само институција религије може надјачати пол”, и да се чини да је религија била једини механизам за жене да стекну економску аутономију. У Пилосу је ретко наћи доказе да жене имају контролу над земљом или да су укључене у економске активности које је надгледала палата, иако су жене биле истакнутије у обе области у Кнососу. Само 5 процената земље забележене на пилоским плочицама линеара Б држале су жене, а ниједна жена без верске функције није забележена као земљопоседница. Верски званичници су такође једине жене, осим једне, које су наведене без позивања на њихов брачни или родни статус.
Друга жена у Сфагијанесу, по имену Хуамија, наведена је на плочици PY Ep 704 као „слушкиња бога” и као власница земље коју јој је као „дар части” дала свештеница. Накасис закључује да је та свештеница вероватно Ерита, која је именована у следећем реду исте плочице. Џоун Бретон Конели је сугерисала да су они означени као слуге бога имали улогу да помажу Ерити у њеним дужностима. Иако специфична природа ових свештеничких дужности није забележена од стране палате, Ерита је једина жена наведена као неко ко има власт над онима који су означени као „робови” или „слуге”. Плочица PY Ae 303 наводи најмање четрнаест жена, означених као „слушкиње свештенице”, које су вероватно додељене Ерити од стране палате да помогну у расподели злата као верских приноса.

## Спор око земље
Спор око Еритине земље забележен је на две плочице линеара Б. Прву, PY Eb 297, Накасис и Томас Г. Палаима описују као „прелиминарни документ”, а написао ју је високо рангирани администратор познат као Рука 41. Другу, PY Ep 704, написала је Рука 1, која се сматра главним писаром Пилоса; Палаима ово назива „коначном рецензијом” случаја. Плочице представљају најстарији познати доказ правног спора из Европе.
PY Ep 704 бележи Еритине земљишне поседе у следећим редовима. Они чине најдужу сачувану реченицу на микенском грчком, и једини запис о судском спору у корпусу линеара Б:
Ерита свештеница држи onaton парцелу заједничке земље од damos-а, толико семена: ПШЕНИЦА: 38,4 литара ... Ерита свештеница држи и тврди да држи etōnion парцелу за бога, али damos каже да она држи onaton парцелу заједничких земаља, толико семена: ПШЕНИЦА 374,4 литара.— PY Ep 704, редови 3, 5–6.
Реч onaton односила се на стандардну доделу земље. Земља у спору – друга парцела поменута на плочици – описана је од стране Накасиса као прилично велика по пилоским стандардима. Термин etōnion описивао је категорију земљишног поседа: његово тачно значење је нејасно. Чини се да палата није донела одлуку да реши спор.

### Датум
Плочице линеара Б биле су исписане на глини и чуване највише годину дана. Њихов садржај је, у нормалним околностима, могао бити пренет на друге материјале, као што је папирус, ради дугорочног чувања. Сматра се да би глинене плочице обично биле одбачене након што би такав пренос био завршен, и у сваком случају, да углавном нису биле намењене за архивирање или дуготрајно чување: локалитет Пилос је необичан по томе што пружа доказе о систематском сортирању и складиштењу ових плочица.
Плочице линеара Б нису биле намерно печене, већ су остављане да се суше на сунцу. Оне плочице линеара Б које су данас сачуване случајно су печене током уништења ватром грађевине у којој су се налазиле. У случају палате у Пилосу, ово уништење се догодило касно у периоду LH IIIB, око прелаза у LH IIIC, и датира се на око 1180. п. н. е.. Већина сачуваних плочица из Пилоса пронађена је у „Архивском комплексу” у палати. С обзиром на то да су плочице обично чуване мање од годину дана, Еритин правни спор морао се догодити у месецима пре уништења палате.

### Damos
Термин damos (множина damoi) у линеару Б користи се за квази-независне сеоске заједнице унутар земаља палатине државе. Џон Бенет и Синтија В. Шелмердин сугеришу да се реч damos односила на административни округ, као и на групу локалних администратора који су надгледали доделу земље у том округу. Сматра се да је локални damos, а не палата, генерално контролисао сву земљу у Сфагијанесу забележену на плочицама линеара Б, те да је стога могао да рачуна на услуге својих надзорника земљопоседника, познатих као telestai. Земља означена као „заједничка” била је дата у закуп појединцима од стране damos-а и наметала је обавезе закупцу у односу на damos.
Родни Каслден прави контраст између свештеница попут Ерите, за које сматра да су представљале друштвену елиту, и damos-а, за који сматра да су били „обични људи”. Термин „поседници парцела” (ktoinohokhoi) користила је Рука 41 на PY Eb 297 да означи Еритине противнике, док је Рука 1 на PY Ep 704 користила термин damos, што је довело до сугестије да су земљопоседници Сфагијанеса или контролисали damos или су му сами били еквивалентни. Позната су имена дванаест ових земљопоседника: шесторица су познати као telestai, најмање тројица су били ковачи, а један је можда био пастир. Сузан Лупак, Зигрид Дегер-Јалкоци и Мишел Лежен сугеришу да су „поседници парцела” били група или одбор чланова damos-а овлашћених да делују у име ширег damos-а. Џон Чедвик слично сматра да су највећи земљопоседници у damos-у говорили у његово име.

### Природа спора
Како је забележено на PY Ep 704, Ерита је тврдила да је спорна парцела била etōnion, термин чије је тачно значење нејасно. Генерално се сматра да је etōnion био ослобођен барем неких пореза који су се наплаћивали на земљу. Према Бенету и Шелмердиновој, суштина спора је била у томе што је Ерита тврдила да је већина њених поседа изузета од редовних административних обавеза на основу верског статуса. Лупакова подржава овај став, сугеришући да је etōnion био ослобођен свих обавеза, укључујући порезе. Накасис сугерише да је etōnion можда био обавезан да плаћа мање пореза damos-у или да их уопште не плаћа, у поређењу са onaton-ом.
Мајкл Галати сугерише да је Ерита, категоризујући земљу као држану „за бога”, надала да ће је искључити из своје имовине ради обрачуна пореских обавеза. Лупакова сугерише да би категоризација Еритиних поседа као etōnion значила да се њихова производња и даље узимала у обзир приликом израчунавања износа пореза који се дугује палатској администрацији, али да њихов власник не би био дужан да директно плаћа те порезе. Она прихвата уверење Дегер-Јалкоцијеве да је damos као целина био процењен и одговоран за плаћање пореза палати, те да би стога остали чланови damos-а морали да плаћају додатне порезе, сразмерно процењеној вредности Еритиних поседа, уколико би ови били категорисани као ослобођени од пореза. Лупакова сугерише да је перспектива ових додатних захтева изазвала damos да се успротиви Еритиној тврдњи. Само три парцеле су наведене као etōnion земља у плочицама линеара Б: Лупакова сугерише да су то били поклони владара (wanax), додељивани само ретко како би се избегло антагонизовање damos-а.

### Значај за микенске студије
Према Накасису, спор показује да су верске институције, попут оне са којом је Ерита била повезана, биле истовремено повезане са палатском влашћу и барем делимично независне од ње. Бенет и Шелмердинова карактеришу дебату као сукоб „верске власти против секуларне моћи damos-а”. Они тврде да укључивање плочице у архив палате у Пилосу указује на то да је палата на крају имала овлашћење да пресуди у спору. Истовремено, Накасис оцењује да Еритина тврдња да држи земљу „за бога” показује да њен ауторитет није у потпуности произилазио из ауторитета палате.
Лупакова пише да је постојање спора „од великог значаја”, јер показује да је damos могао да делује као јединствени правни субјект, и да је Ерита, као свештеница, била овлашћена да покрене правни поступак у име свог светилишта и божанства. Каслден сугерише да поступци damos-а представљају формалну жалбу „обичних људи” против својих друштвених претпостављених, и тиме доказ да хијерархија пилоског друштва „није била претерано репресивна”. Штефан Хилер, насупрот томе, сматра да је Ерита била члан damos-а, те да је спор био „не између палате и damos-а, већ ... између појединачног члана damos-а и заједнице damos-а”. Шелмердинова сматра да је damos имао барем једнаку моћ као Ерита, а можда је имао и моћ да поништи њену процену своје земље. Она наводи Еритин спор као пример „трвења” која су могла настати између конкурентских центара верске, грађанске и краљевске моћи у микенском друштву.
Дегер-Јалкоци сугерише да недостатак одлуке палате у спору указује на то да је палата такве имовинске спорове сматрала стварима које локална заједница треба сама да реши. Мидлтон слично сугерише да палата можда није имала никакву моћ или овлашћење да се меша у ствар, иако Шелмердинова и Бенет тврде да присуство спора у архиву палате указује на то да је „посед земље на крају био под контролом краљеве централне власти”.
Филипа М. Стил је тврдила да употреба глагола говора у плочицама линеара Б за описивање ставова Ерите и damos-а указује на то да су се правни послови водили усмено, а не путем писане документације, и да су њихови резултати бележени само у памћењу. Други научници, као што је Жан-Пјер Оливје, тврде да је правна документација (као што су записи о законима, уговорима и продајама) била забележена на пропадљивим материјалима, који су сада изгубљени. Палаима примећује да су природа микенског поседовања земље и обавезе опорезивања и службе забележене у линеару Б морале захтевати судске одлуке и решења, иако ниједан запис о томе није сачуван. На другом месту, он своју студију Еритиног случаја назива „очајничким покушајем ... да се у микенским текстовима пронађе нешто што би се могло упоредити, чак и неповољно, са ... великим хетитским законицима и компилацијама закона, правних случајева и правних преседана”.